# لری بریلیانت
لارنس بریلیانت (Lawrence Brilliant) (زادهٔ ۵ می ۱۹۴۴)، همه‌گیرشناسی، فناوری‌شناس، نوع‌دوستی و مؤلف آمریکایی است که میان سال‌های ۱۹۷۳ تا ۱۹۷۶ با سازمان جهانی بهداشت همکاری می‌کرد. او به ریشه‌کنی موفقیت‌آمیز بیماری آبله کمک شایانی کرده‌است.
بریلیانت صاحب حق انحصاری فناوری، مدیرعامل شرکت‌های دولتی و استارت‌آپ‌های حمایت‌شده بوده‌است. وی نخستین مدیر اجرایی بنیاد گوگل، بخش خیریهٔ گوگل بود که در سال ۲۰۰۵ افتتاح شد. برلیانت نخستین مدیرعامل صندوق تهدیدات جهانی اسکول بود که بنیان‌گذار شرکت ای‌بی، جفری اسکول، آن را در سال ۲۰۰۹ تأسیس کرده‌است. این صندوق برای بررسی و رسیدگی به تغییرات آب‌وهوایی، پاندمی ها، بهداشت آب، افزایش استفاده از فناوری هسته‌ای و درگیری‌های خاورمیانه بنا نهاده شده‌است. بریلیانت هم‌اکنون رئیس هیئت‌مدیرهٔ «پایان‌دادن به همه‌گیری‌ها» است. همچنین او به‌عنوان عضو هیئت‌مدیرهٔ بنیاد اسکول، سایت سلزفورس، بنیاد سوا و پلتفرم دارما فعالیت می‌کند.

## اوایل زندگی و تحصیلات
بریلیانت در دیترویت، ایالت میشیگان چشم به جهان گشود. پدرش، جو بریلیانت، بشردوست و کارآفرین بود. وی از نوادگان مهاجران یهودی است که از اروپای شرقی به آمریکا آمدند و نام‌خانوادگی اصلی آن‌ها بریلادنتوف بود. بریلیانت مدرک کارشناسی و کارشناسی‌ارشد خود را در رشتهٔ بهداشت عمومی از دانشگاه میشیگان دریافت کرد. پروژهٔ وی بررسی بهداشت عمومی کارکنان مجلهٔ طنز گارگویل بود. همچنین او مدرک دکترای پزشکی خود را از دانشکدهٔ پزشکی دانشگاه ایالتی وین دریافت کرده‌است. بریلیانت برای گذراندن دورهٔ کارآموزی خود در مرکز پزشکی کالیفرنیا اقیانوس آرام به کالیفرنیا نقل‌مکان کرد و به سرطان پاراتیروئید مبتلا شد که البته بهبود یافت. او بورد تخصصی در پزشکی پیش‌گیری و بهداشت عمومی دارد.

## حرفه
در سال ۱۹۶۹، گروهی از قبایل بومیان آمریکا که خود را سرخ‌پوستان همهٔ قبایل می‌نامیدند، جزیرهٔ آلکاتراز در سان‌فرانسیسکو را اشغال کردند. به‌دنبال درخواست کمک از پزشکان برای رسیدگی به خانمی باردار در آنجا، گروهی از پزشکان به جزیرهٔ آلکاتراز رفتند. بریلیانت نیز به‌عنوان پزشک غیررسمی آن‌ها را همراه می‌کرد. سرخ‌پوستان نام کودک تازه‌متولدشده را از روی نام پزشک اهل پایوت شمالی، «وووکا» گذاشتند. پس از آن‌که نیروهای دولتی آمریکا، سرخ‌پوستان همهٔ قبایل را وادار به خروج از جزیرهٔ آلکاتراز کردند، بریلیانت تیتر اول رسانه‌ها شد. به همین دلیل از وی دعوت شد تا در مجموعهٔ گروه رقص پزشکی، نقش پزشک را در یک فیلم بازی کند. فیلم در مورد قبیله‌ای از هیپی‌ها است که به‌دنبال گروه موسیقی گریت‌فول دد، جفرسن ایرپلین، جترو تال و جونی میچل بودند. به بازیگران به‌جای دستمزد، بلیت سفر به هند دادند. بریلیانت و برخی از بازیگران، بلیت خود را فروختند و با پول آن اتوبوسی اجاره و دور اروپا سفر کردند. این مسافرت بعدها به کاروانی امدادی برای کمک به قربانیان چرخند بهولا در سال ۱۹۷۰ در بنگلادش (سپس شرق بنگلادش) تبدیل شد.
ناآرامی‌های مدنی موجب توقف کاروان امدادی شد؛ بنابراین بریلیانت چندین سال در هند در آشرام هیمالیا به‌همراه نیم کارولی بابا (حکیم هندی) به مطالعه و پژوهش پرداخت. حکیم نیم کارولی بابا به بریلیانت نام سابرامانیوم اهدا کرد. پس از حدود یک سال، نیم کارولی بابا به بریلیانت توصیه کرد تا آبله را ریشه‌کن کند؛ پروژه‌ای که موجب شد تا او چند سال فعالیت خود را به آن معطوف کند. برلیانت به‌عنوان کارشناس پزشکی در برنامهٔ ریشه‌کنی آبله سازمان بهداشت جهانی شرکت کرد؛ برنامه‌ای که در سال ۱۹۸۰ ریشه‌کنی جهانی آبله را تأیید کرد. بریلیانت دریافت از هنگامی که سران سرخ‌پوست متوجه دخالت نیم کارولی بابا در این پروژه شده‌اند، استقبال بیشتری از آن کرده‌اند و به همین دلیل او بخش قابل‌توجهی از موفقیت این برنامه را مدیون حکیم نیم کارولی بابا می‌داند. بریلیانت، هفت صفحه از کتاب معجزهٔ عشق: داستان‌هایی از نیم کارولی بابا را به بیان تجربه‌های شخصی خود اختصاص داد.
در دسامبر ۱۹۷۸، بریلیانت بنیاد سوا را که بنیادی غیرانتفاعی در زمینهٔ بهداشت بود، بنا نهاد و ریاست آن را عهده‌دار شد. پروژهٔ سوا در کشورهایی ازجمله چین، نپال، هند، بنگلادش، کامبوج، تانزانیا، اتیوپی و گواتمالا به کمک جراحی، سیستم‌های خودمراقبتی چشم و ساخت لنزهای چشمی با هزینهٔ ناچیز، قدرت بینایی را به بیش از سه میلیون نابینا بازگردانده است. یکی از اقدامات مهم وی، کمک به تأسیس بیمارستان چشم‌پزشکی آرا آراویند در شهر مادورای هند بود.
در بازگشت به ایالات متحده آمریکا، وی استاد بهداشت بین‌الملل در دانشگاه میشیگان شد و سرمایه‌گذاری‌های تجاری و خیریهٔ بسیاری را آغاز کرد.
در سال ۱۹۸۵، بریلیانت به‌همراه استوارت برند، سایت ول (The Well) که یک انجمن نمونهٔ آنلاین بود، بنیان‌گذاری کردند. این سایت خود موضوع چندین کتاب و پژوهش بوده‌است. مجلهٔ تایم در این مورد می‌نویسد: «خوب موفقیتی بزرگ بود، پیشروی هر کسب‌وکار آنلاین، از آمازون تا ای‌بی».
در نیمهٔ نخست سال ۲۰۰۵، برلیانت به‌عنوان داوطلب به سریلانکا رفت تا به بازماندگان زمین‌لرزه و سونامی سال ۲۰۰۴ اقیانوس هند یاری برساند. در این مدت وی با سازمان بهداشت جهانی در هند برای ریشه‌کنی فلج اطفال هم همکاری می‌کرد.
در ۲۲ فوریه ۲۰۰۶، شرکت گوگل، بریلیانت را به سمت مدیر اجرایی بنیاد گوگل، بخش بشردوستانهٔ شرکت گوگل گماشت. جایگاهی که او تا آوریل سال ۲۰۰۹ در آن فعالیت می‌کرد. در همان ایام، وی به ریاست بنیاد اسکول رسید. بنیاد اسکول، سازمانی بشردوستانه است که مؤسس آن جف اسکول، رئیس سابق ای‌بی است.
در ژوئیه ۲۰۰۶، جایزهٔ تد شامل صد هزار دلار و «یک آرزو برای تغییر دنیا» که در ژوئن ۲۰۰۶ تد ارائه کرد، به وی اعطا شد. همان‌طور که مجری برنامهٔ جایزهٔ تد، مختصر و مفید بیان کرد: «دکتر بریلیانت، همچون اسمش، زندگی درخشانی دارد». عنوان تک‌آرزوی او که در کنفرانس آن را ارائه کرد، «ساختن یک سیستم هشدار اولیهٔ قدرت‌مند جدید برای محافظت از دنیا در برابر برخی از بدترین کابوس‌های آن» بود.
در می ۲۰۱۳، بریلیانت سخنرانی جشن فارغ‌التحصیلی را در دانشکده بهداشت عمومی هاروارد را ایراد کرد:
تصور کنید، آن کمان تاریخی که مارتین لوترکینگ از آن الهام گرفته‌است، اینجا با ماست. کمان دنیا به کمک شما نیاز دارد تا آن را به سمت عدالت برسانید. این اتفاق به‌خودی‌خود روی نمی‌دهد. کمان تاریخ به‌سوی عدالت خم نمی‌شود، مگر آن‌که شما آن را به سمت عدالت بی‌آورید. تضمین بهداشت عمومی نیازمند یاری شماست. این رویداد را رقم بزنید. کمان را خم کنید. از شما می‌خواهم که بالا بپرید و اوج بگیرید و کمان تاریخ را با هر دو دست بگیرد و به پایین بکشید و بچرخانید و خم کنید. به روی جوانمردی، بهداشت بیشتر برای همگان و به‌سوی عدالت خم کنید.
در بهار ۲۰۲۰، بریلیانت بیان کرد که سازمان بهداشت جهانی، جاییکه او به‌مدت ده سال در آن مشغول به فعالیت بوده، در اعلام همه‌گیری کووید ۱۹ تعلل کرده‌است.

## زندگی شخصی
بریلیانت با جیریجا (الین سابق) ازدواج کرد و صاحب سه فرزند شدند: جو، جون و آیریس بریلیانت. جیریجا مدرک دکترای تخصصی در مدیریت بهداشت عمومی دارد و در بسیاری از برنامه‌های همسرش، همراه و شریک وی بوده‌است. او یکی از مؤسسان بنیاد سوا است و نقش مهمی در برنامهٔ ریشه‌کنی آبله در سازمان بهداشت جهانی ایفا کرده‌است.
بریلیانت، یکی از دوستان صمیمی استیو جابز بود، به‌طوری که اغلب او را در سال پایانی عمرش ملاقات می‌کرد.